# Supernatural: Nevermore
Supernatural: Nevermore è un romanzo horror del 2007 di Keith R.A. DeCandido. Si tratta del primo romanzo ispirato alla serie televisiva Supernatural. Venne pubblicato il 31 luglio 2007 dalla casa editrice HarperEntertainment.
La storia è un'avventura inedita dei fratelli Winchester che si svolge durante la seconda stagione della serie televisiva e precisamente tra gli episodi "Patto col Diavolo" e "Croatoan".

## Trama
Sam e Dean vengono contattati da Manfred Afiri, un vecchio amico del cacciatore Ash, il quale li assume per controllare la sua casa perché è sicuro che sia infestata da uno spirito. I fratelli Winchester partono così per New York City, dove si ritrovano anche a dover indagare su una serie di macabri omicidi che sembrano ispirati alle storie di Edgar Allan Poe.

## Citazioni
Nel romanzo sono presenti numerosi richiami a molti episodi della serie:
- Dean ricorda alcune sue citazioni provenienti dagli episodi "La caccia ha inizio" e "Wendigo".
- Dean è ricercato dalla polizia per un'ondata di omicidi commessi a St. Louis da un mutaforma nell'episodio "Questione di pelle".
- Dean ricorda la discussione avuta con Sam circa loro padre nell'episodio "Lo spaventapasseri".
- Dean fa sesso con Cassie, apparsa nell'episodio "Route 666".
- L'agente Victor Henriksen, che dà la caccia ai fratelli Winchester nella seconda e terza stagione della serie, appare brevemente alla fine del romanzo.
- Viene detto che il detective Diana Ballard, apparsa nell'episodio "I soliti sospetti", è entrata a far parte di una piccola rete segreta di poliziotti che conoscono la verità su ciò che c'è là fuori e proteggono i cacciatori. Viene inoltre affermato che è stata sospesa e messa sotto inchiesta per quanto successo con i Winchester e il suo partner e anche se la sua carriera viene salvata, probabilmente non sarà in grado di rimanere nella squadra omicidi.
- Marina McBain parla di un'epoca in cui lei e il padre di Sam e Dean hanno lavorato insieme per cacciare un piccolo drago nelle metropolitane di New York. Questo è però un leggero problema di continuità perché secondo la sesta stagione della serie si pensa che tutti i draghi siano estinti.